# بوئنا ویستا سوشیال کلاب (فیلم)
«بوئنا ویستا سوشیال کلاب» (انگلیسی: Buena Vista Social Club) فیلمی در ژانر مستند به کارگردانی ویم وندرس است که در سال ۱۹۹۹ منتشر شد.

## بازیگران
- رای کودر
- Juan de Marcos González
- ابراهیم فرر
- Pío Leyva
- Puntillita
- Orlando "Cachaito" López
- Manuel "Guajiro" Mirabal
- Eliades Ochoa
- اُمارا پورتوئوندو
- Compay Segundo
- Barbarito Torres
- Amadito Valdés
- Joachim Cooder
- Rubén González Fontanills